# Wolfram Handel
Wolfram Handel (* 16. Mai 1929 in Erfurt; † 11. Dezember 1987 in Berlin) war ein deutscher Schauspieler.

## Leben
Als Sohn eines Schauspielerehepaares nahm Wolfram Handel in Weimar privaten Schauspielunterricht. Nach Engagements in Weimar, Sangerhausen, Meiningen, Eisenach, Greiz, Rudolstadt und Zeitz wurde er 1956 an das Berliner Ensemble verpflichtet, dem er bis zu seinem Tod angehörte. Ab Ende der 1950er Jahre wirkte er auch als Schauspieler für Film und Fernsehen.
Wolfram Handel war mit der Fotografin Ingrid Handel verheiratet.

## Filmografie
- 1963: Nackt unter Wölfen
- 1963: Karbid und Sauerampfer
- 1964: Wolf unter Wölfen (Fernsehfilm, 4 Teile)
- 1965: Aus dem Tagebuch eines Minderjährigen (Fernsehfilm)
- 1966: Lebende Ware
- 1966: Die Tage der Commune (Theateraufzeichnung)
- 1968: Die Toten bleiben jung
- 1969: Rendezvous mit unbekannt (Fernsehserie, 2. Teil)
- 1969: Verdacht auf einen Toten
- 1971: Optimistische Tragödie (Fernsehfilm)
- 1972: Leichensache Zernik
- 1973: Das unsichtbare Visier (Fernsehserie Ep.3)
- 1974: Der Untergang der Emma
- 1974: Der aufhaltsame Aufstieg des Arturo Ui (Theateraufzeichnung)
- 1975: Polizeiruf 110: Der Spezialist (Fernsehreihe)
- 1977: Du und icke und Berlin (Fernsehfilm)
- 1978: Sabine Wulff
- 1979: Einfach Blumen aufs Dach
- 1979: Chiffriert an Chef – Ausfall Nr. 5
- 1980: Archiv des Todes (Fernsehserie Ep. 9 – 12)
- 1981: Als Unku Edes Freundin war
- 1981: Meschkas Enkel (Fernsehfilm)
- 1983: Märkische Chronik (Fernsehserie Ep. 8)
- 1983: Automärchen
- 1983: Mathilde Möhring (Fernsehfilm)
- 1984: Front ohne Gnade (Fernsehserie Ep. 9 – 11)
- 1986: Jan auf der Zille
- 1986: Zahn um Zahn (Fernsehserie Ep. 14)
- 1986: Schäferstündchen

## Theater
- 1952: Carlo Goldoni: Mirandolina – Regie: B. A. Mertz (Theater der Stadt Greiz)
- 1953: Arnold Ridley: Der Geisterzug – Regie: Herbert F. Müller (Theater Rudolstadt)
- 1953: George Bernard Shaw: Pygmalion – Regie: Herbert F. Müller (Theater Rudolstadt)
- 1953: Gotthold Ephraim Lessing: Emilia Galotti – Regie: Herbert F. Müller (Theater Rudolstadt)
- 1954: Böttcher/Nürnberg: Ehe eine Ehe eine Ehe wird – Regie und Rolle: Wolfram Handel (Theater Rudolstadt)
- 1954: Friedrich Schiller: Maria Stuart – Regie: Herbert F. Müller (Theater Rudolstadt)
- 1954: Henrik Ibsen: Nora (Helmer) – Regie: Herbert F. Müller (Theater Rudolstadt)
- 1954: André Birabeau: Das Paradies – Regie: Herbert F. Müller (Theater Rudolstadt)
- 1954: William Shakespeare: Was ihr wollt – Regie: Herbert F. Müller (Theater Rudolstadt)
- 1964: William Shakespeare: Coriolan (Hortulanus) – Regie: Manfred Wekwerth/Joachim Tenschert (Berliner Ensemble)
- 1969: Bertolt Brecht: Das Manifest (Brechtabend Nr. 5) – Regie: Klaus Erforth/Alexander Stillmark (Berliner Ensemble)
- 1970: Georg Büchner: Woyzeck (Ausrufer) – Regie: Helmut Nitzschke (Berliner Ensemble)
- 1971: Bertolt Brecht: Im Dickicht der Städte – Regie: Ruth Berghaus (Berliner Ensemble)
- 1971: Bertolt Brecht: Leben des Galilei (Kardinal Inquisitor) – Regie: Fritz Bennewitz (Berliner Ensemble)
- 1975: Karl Mickel: Celestina (Melibeas Vater) – Regie: Jürgen Pörschmann/ Günter Schmidt (Berliner Ensemble)
- 1976: Bertolt Brecht: Der kaukasische Kreidekreis (Mönch) – Regie: Peter Kupke (Berliner Ensemble)
- 1977: Bertolt Brecht nach Jakob Michael Reinhold Lenz: Der Hofmeister (Der alte Läuffer) – Regie: Peter Kupke (Berliner Ensemble)
- 1978: Bertolt Brecht: Leben des Galilei (Kurator) – Regie: Manfred Wekwerth/Joachim Tenschert (Berliner Ensemble)
- 1982: Friedrich Dürrenmatt: Die Physiker (Einstein) – Regie: Jochen Ziller (Berliner Ensemble)
- 1982: Hanns-Eisler Hearing (Sumner Welles) – Regie: Christoph Brück/Wolf Bunge (Berliner Ensemble – Probebühne)
- 1986: Uwe Saeger: Außerhalb von Schuld – Regie: Jürgen Kern/Hein Trilling (Berliner Ensemble – Probebühne)
- 1986: Carl Zuckmayer: Der Hauptmann von Köpenick (Polizeiinspektor Steckler) – Regie: Christoph Brück (Berliner Ensemble)

## Hörspiele
- 1966: Bertolt Brecht: Das Verhör des Lukullus – Regie: Kurt Veth (Rundfunk der DDR)
- 1973: Linda Teßmer: Am schwarzen Mann (Fenske) – Regie: Joachim Staritz (Hörspiel – Rundfunk der DDR)
- 1973: Georges Courteline: Der Stammgast (Gerichtsdiener) – Regie: Hans Knötzsch (Hörspiel – Rundfunk der DDR)
- 1974: Hans-Jürgen Bloch: Hundert Mark für eine Unterschrift (BGL-Vorsitzender) – Regie: Joachim Staritz (Hörspielreihe: Tatbestand, Nr. 4 – Rundfunk der DDR)
- 1974: Hans-Jürgen Bloch: Nicht nur tausendjährige Eichen (Denkmalspfleger) – Regie: Joachim Staritz (Hörspiel – Rundfunk der DDR)
- 1975: Gerhard Rentzsch: Der Nachlaß – Regie: Joachim Staritz (Hörspiel – Rundfunk der DDR)
- 1975: Anatoli Grebnjew: Szenen aus dem Leben einer Frau (Jermolin) – Regie: Peter Groeger (Hörspiel – Rundfunk der DDR)
- 1976: Antonio Skármeta: Die Suche (Klient) – Regie: Joachim Staritz (Hörspiel – Rundfunk der DDR)
- 1977: Juri Trifonow: Der Tausch (Sherechow) – Regie: Joachim Staritz (Hörspiel – Rundfunk der DDR)
- 1979: Horst Berensmeier: Lösegeld – Regie: Hans Knötzsch (Kriminalhörspiel – Rundfunk der DDR)
- 1980: Fritz Rudolf Fries: Der fliegende Mann – Regie: Horst Liepach (Biographie – Rundfunk der DDR)
- 1980: Lia Pirskawetz: Stille Post – Regie: Horst Liepach (Biografie – Rundfunk der DDR)
- 1982: Charles Dickens: Die Zaubergräte (Heringsbändiger) – Regie: Norbert Speer (Kinderhörspiel – Rundfunk der DDR)

## Synchronisation
| Film                                        | Jahr        | Rolle                 | Darsteller          |
| ------------------------------------------- | ----------- | --------------------- | ------------------- |
| Perlen zum Glück                            | 1936 (1979) | Duvalle               | Ernest Cossart      |
| Jagd auf Spieldosen                         | 1946 (1987) | Scotland-Yard-Chef    | Ian Wolfe           |
| Das Nest der Salamander                     | 1977        | Ionescu               | Valentin Plătăreanu |
| Von Corleone nach Brooklyn                  | 1979        | Polizist am Flughafen | Tom Felleghy        |
| Die Abenteuer des Dick Turpin Ep. Der Fuchs | 1979–1982   | Warren                | Garfield Morgan     |

## Auszeichnungen
- 1964: Heinrich-Greif-Preis 1. Klasse im Kollektiv für Nackt unter Wölfen[1]